# Río Paranã (Brasil)

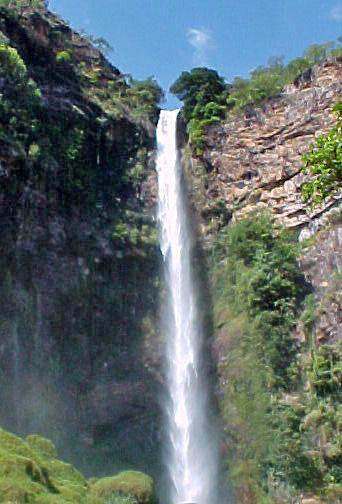
El salto del Itiquira (168 m), uno de los afluentes del río Paranã.

El río Paranã es un río brasileño, uno de los ríos que dan nacimiento al río Tocantins. Discurre por la parte central de Brasil, atravesando los estados de Goiás y Tocantins. Tiene una longitud total de aproximadamente 530 km.

## Geografía
El río Paranã es un río de aguas claras que se origina en la Meseta Central brasileña, en el estado de Goiás,  y recoge las aguas de la vertiente oriental de la sierra General de Paranã y las de la vertiente occidental de la sierra General de Goiás. Nace cerca del Distrito Federal, en la región suburbana del municipio de Formosa (5.807 km² y 94.717 hab. en 2008), cuyas fuentes se encuentran en un avanzado estado de degradación, debido a la retirada del bosque de galería, la recepción de aguas residuales domésticas, los plaguicidas y el avance de las parcelaciones (loteamientos) irregulares. 
El río discurre en dirección sur, bordenado la vertiente oriental de la sierra General de Paranã. Pasa por la localidad de Flores de Goiás, donde recoge el primero de una larga serie de afluentes por la derecha, siendo los más importantes el Sao Domingos, el Corrente y el Bezerra, en la frontera con el estado de Tocantins. Se interna en Tocantins en la misma dirección sur, bañando la localidad que le da nombre, Paranã (11.260 km² y 10.794 hab. en 2008). Recibe luego por la derecha su principal afluente, el río Palma, con sus subafluentes los ríos Sobrado, Arraias y Palmeiras. Gira entonces en dirección oeste para reunirse finalmente con en el río Maranhão, para dar lugar al nacimiento del río Tocantins.
Uno de sus muchos afluentes es el río Itiquira (200 km), muy visitado debido a la presencia de innumerables caídas naturales, como el salto del Itiquira, situado a unos 115 de la capital brasileña, Brasilia. 